# Блажкун, Андрей Фёдорович
Андре́й Фёдорович Блажку́н (1926—1944) — красноармеец Рабоче-крестьянской Красной Армии, участник Великой Отечественной войны, Герой Советского Союза (1945).

## Биография
Андрей Блажкун родился в 1926 году в селе Ведильцы Черниговского района Черниговской области Украинской ССР в крестьянской семье. Получил среднее образование. В 1944 году был призван на службу в Рабоче-крестьянскую Красную Армию Михайло-Коцюбинским районным военным комиссариатом Черниговской области. С ноября 1944 года — на фронтах Великой Отечественной войны. В том же году вступил в комсомол. Был стрелком 3-й стрелковой роты 202-го гвардейского стрелкового полка 68-й гвардейской стрелковой дивизии 46-й армии 2-го Украинского фронта. Отличился во время освобождения Венгрии.
27 ноября 1944 года Блажкун участвовал в отражении контратаки противника в районе села Такшони в 12 километрах к югу от Будапешта. Вместе с четырьмя товарищами он уничтожил атакующих солдат противника, лично убил четырёх немцев. В бою получил ранение. Направляясь на эвакопункт, Блажкун попал в плен. На допросе Блажкун отказался сотрудничать с противником, за что был подвергнут пыткам: прижиганию раскалённым железом, отрезанию ушей, мягких тканей носа, левой щеки, выкалыванию левого глаза, выжиганию на правой щеке звезды, вырыванию языка. От полученных травм Блажкун скончался. Труп его был обнаружен советскими войсками в подвале контрольного пункта немецкой сводной роты в ходе наступления, попавшие в плен вражеские солдаты подтвердили факт совершения им подвига. Был похоронен в Будапеште.
Указом Президиума Верховного Совета СССР от 24 марта 1945 года за «образцовое выполнение боевых заданий командования и проявленные при этом мужество и героизм» гвардии красноармеец Андрей Блажкун посмертной был удостоен высокого звания Героя Советского Союза. В честь Блажкуна названы улицы в Чернигове и селе Ведильцы. Навечно был зачислен в списки 10 класса школы, в которой учился. В селе Ковпыта Черниговского района на Аллее Героев установлен стенд Блажкуна.